# Johannes Weiß (Soziologe)
Johannes Weiß (* 3. Juli 1941 in Hellenthal) ist ein deutscher Soziologe sowie Professor für Soziologische Theorie, Sozialphilosophie und Kultursoziologie an der Universität Kassel.
Weiß graduierte 1969 an der Universität Köln als M.A. in Soziologie, wo er im selben Jahr zum Dr. phil. promoviert wurde. Er habilitierte sich 1975 an der Universität-Gesamthochschule Duisburg.
Seit 1969 war Weiß als Wissenschaftlicher Assistent und seit 1977 als außerplanmäßiger Professor für Soziologie an der PH, dann Universität Duisburg tätig, bevor er 1981 ordentlicher Professor an der Universität Kassel wurde. Er war von 1991 bis 1993 Gründungsdirektor des Instituts für Kulturwissenschaften der Universität Leipzig und wurde 1993 mit der Caspar-Borner-Medaille für Verdienste um die Erneuerung der Universität Leipzig geehrt. Zudem ist Weiß assoziierter Gastwissenschaftler am Max-Weber-Kolleg der Universität Erfurt.